# عامل الضوضاء
رقم الضوضاء (NF) و عامل الضوضاء ( F ) هما مِقياسان لنسبة تدهور نسبة الإشارة إلى الضوضاء (SNR) الناجم عن مكونات في شبكة الإرسال . فهو رقم يمكن من خلاله تحديد أداء مُكبر إشارة أو مُستقبل راديو ، حيث أن إنخفاض القيمة إشارة إلى أداء أفضل.
عامل الضوضاء يُعبَر عنه بالديسيبل (ديسيبل).